# Кропивнянська сотня
Кропивнянська сотня — козацька сотня, адміністративно-територіальна та військова одиниця за часів Гетьманщини. Сотенний центр — містечко (на той час) Кропивна.

## Історія
Сотня належить до найстаріших військово-тактичних підрозділів козацького реєстрового війська. Сформувалася в 30-х років XVII ст. у складі Переяславського полку. За реєстром козацької старшини 1638 р., Кропивнянську сотню Переяславського полку реєстрового козацького війська Речі Посполитої очолювали отамани Іван Зборовський та сотник Михайло Каша.
З початком 1648 року сотня стала основою для формування окремого Кропивнянського полку. За Зборівською угодою 16 жовтня 1649 року утворення такого полку було юридично закріплене на чолі з Филоном Джалалим і сотня протягом 1649—1658 pp. входила до Кропивнянського полку. Її склад у жовтні 1649 року — 284 козаки, тобто два підрозділи, — полкова сотня і сотня в селі Деньги, яку називали і Денізька, і Демська, бо очолював її Дем'ян [Демко] Многогрішний, майбутній лівобережний гетьман у 1668—1672 роках.
У 1658 році Кропивнянський полк ліквідований гетьманом Іваном Виговським, а Кропивнянську сотню включено до складу Іркліївського полку. Після ліквідації останнього у 1663 року Кропивнянська сотня увійшла до Переяславського полку і від 1663 до 1782 року була його військовою, судовою та адміністративною одиницею.
Після ліквідації сотні у 1782 році її територію розділено між Золотоніським, Хорольським та Городиським повітами Київського намісництва.

## Населені пункти сотні
Населені пункти на 1750 рік: Богодухівка, село; Богушкова Слобідка, містечко; Вершина, хутір; Головатівка, хутір; Головатівщина, слобідка; Григорівка, слобідка; Деньги, село; Дубинка, село; Залізки, село; Завойківський хутір; Кривоносівка, слобідка; Кропивна, містечко; Крупське, село; Моксаківщина, слобідка; Моровщина, слобідка; Наумівка, слобідка; Панське, село; Синеоківка, село; Слобідка біля річки Згари.
Хутори: Верещаки Якова, компанійця; Демченків Івана і Мусія, значкових товаришів; Дробницького Василя, значкового товариша; Жеребецького Євстафія, компанійського сотника; Красногорського монастиря в урочищі Нетечі; Моцоки Григорія, полкового хорунжого; Петрашевича, золотоніського священика; Петрашевича Якова, кропивненського священика; Саранчі Андрія і Микити, компанійців; Федорова Семена, кропивненського священика; Черняхівського Василя на Ірклії.

## Сотенна старшина

### Сотники
| - Талда Клим (1648) - Морозенко Нестор (1-ї, 1649) - Ігнатович [Многогрішний] Дем'ян Гнатович (2-ї, 1649) - Кульженко Прокіп (1663; 1672) - Демченко Лук'ян (1676) - Дробницький Степан (1681—1682) - Талда Василь (1698—1706) - Ісаєвич Григорій Денисович (1706—1715) - Следзинський Костянтин Якович (1709—1712, н., 1715—1729) - Артюшенко Василь (1710, н.) - Горбань Дем'ян (1710; 1723; 1724, н.) - Попович Павло (1718; 1730; 1731, н.) - Науменко Тимофій (1718, н.) | - Пергамен Тимофій (1718; 1724; 1728—1729, н.) - Гомон Данило (1719; 1722; 1726—1727, н.) - Петриченко Процик (1720; 1724, н.) - Яковенко Остап (1722; 1725, н.) - Шишковський Іван (1729, н.) - Дараган Дмитро Федорович (1731—1759) - Бутенко Леонтій (1733, н.) - Кривонос Іван (1734, н.) - Гаркавенко Григорій (1736; 1737—1738, 1739—1740, н.) - Дараган Петро Дмитрович (1759—1764) - Лесевич Михайло (1759, н.) - Дараган Антін Дмитрович (1762, н., 1764—1782). |

### Писарі
- Ольшанський Петро (1663)
- Ярмоленко Нестор (1681)
- Бакай Степан (1710—1712)
- Іван Іванович (1718—1723)
- Василь Олексійович (1722)
- Кривокінь Карпо (1725)
- Борзаківський Григорій (1726—1729)
- Федотов Федір (1729; 1736—1737)
- Петрашевич Конон (1731)
- Павлов Федір (1732)
- Кропивенський Федір (1733—1734)
- Змижнівський Іван (1734—1737; 1740—1743; 1748)
- Удодинський Федір (1744—1746)
- Гавриш Василь (1752)
- Палчевський Федір (1758)
- Гвоздевич Лук'ян (1759—1766)
- Домонтович Степан (1766—1775)
- Савенко Йосип (1776—1782)

### Осавули
- Джемелинський Степан (1734—1738)
- Джулай Роман (1740)
- Шепеленко Зиновій (1741)
- Ющенко Сава (1741; 1748)
- Грихно Іван (1752)
- Яценко Сава (1759—1764)
- Шакун Овсій (1767)
- Луценко Лук'ян (1767)
- Охріменко Іван (1770—1773)
- Ілляшенко Яків (1773—1782)

### Хорунжі
- Кусюра Фесько (1672—1676)
- Петриченко Прокіп (1732)
- Артюшенко Юсько (1734—1736)
- Звосколовський Андрій (1738; 1741; 1744—1748)
- Шут Нечипір (1741; 1752; 1762—1764)
- Грицай Прокіп (1767—1782)

### Городовіотамани
| - Грихно Василь (1662; 1676) - Талда Клим (1663, н.) - Зінченко Гаврило (1681) - Жежеліовський Хома (1706) - Науменко Яцько (1709) - Клец Ярема (1710) - Усуленко Фесько (1710) - Кривокінь Іван (1710—1711; 1717; 1718) - Джемелинський Хома (1712; 1714—1715; 1718) - Артеменко Василь (1714) - Горбаненко Дем'ян (1715) - Науменко Тимофій (1716) - Пергамен Тимофій (1718) - Голенко Артем (1719) - Шепель Іван (1719) - Пергамен Тимофій Матвійович (1720—1722) - Давиденко Сава (1722, н.) - Артюх Василь (1723) | - Горбаненко Дем'ян (1724) - Пергамен Тимофій Матвійович (1725—1726) - Кузьменко Тимофій (1726) - Голенко Артем (1727) - Кузьменко Тимофій (1729) - Сусло Радко (1729—1732) - Шишченко Іван (1733—1738) - Коваленко Тарас (1733; 1737, н.) - Дзюбан Логвин (1735—1736) - Джемелинський Степан (1736; 1737, н., 1738—1746) - Тищенко Василь (1737) - Шишка Іван (1748; 1752; 1759) - Левицький Опанас Федорович (1753—1754) - Леонтович Іван (1759—1764) - Гаврик Василь (1765—1767) - Охріменко Іван (1773—1775) - Петраш Василь (1777—1782) |

## Опис Кропивнянської сотні
За описом Київського намісництва 1781 року наявні наступні дані про кількість сіл та населення Кропивнянської сотні напередодні ліквідації:
| Населені пункти Кропивнянської сотні                        | Дворян і шляхетства | Різночинців | Духовенства | Церковників | Греків | Хат              | Хат                   | Хат   | Хат                                        | Хат                                                           | Всього | Всього                             |
| Населені пункти Кропивнянської сотні                        | Дворян і шляхетства | Різночинців | Духовенства | Церковників | Греків | козаків виборних | козаків підпомічників | міщан | посполитих коронних, в тому числі рангових | посполитих власницьких, різночинських і козацьких підсусідків | хат    | за останньою 1764 року ревізії душ |
| ----------------------------------------------------------- | ------------------- | ----------- | ----------- | ----------- | ------ | ---------------- | --------------------- | ----- | ------------------------------------------ | ------------------------------------------------------------- | ------ | ---------------------------------- |
| У Золотоніському повіті:                                    |                     |             |             |             |        |                  |                       |       |                                            |                                                               |        |                                    |
| містечко Кропивна                                           | 5                   | 24          | 5           | 3           | —      | 161              | 90                    | —     | 1                                          | 128                                                           | 380    | —                                  |
| селище Щербинівка                                           | —                   | 1           | —           | —           | —      | 26               | 9                     | —     | —                                          | 19                                                            | 54     | —                                  |
| село Крупське                                               | —                   | 1           | 1           | 1           | —      | 61               | 28                    | —     | —                                          | 43                                                            | 132    | —                                  |
| село Красенівка                                             | —                   | 9           | 1           | 1           | —      | 45               | —                     | —     | —                                          | 122                                                           | 167    | —                                  |
| село Богодухівка                                            | —                   | 9           | 1           | 1           | —      | 140              | 11                    | —     | —                                          | 199                                                           | 350    | —                                  |
| село Чорнобай                                               | —                   | 2           | 2           | 2           | —      | 53               | 7                     | —     | —                                          | 291                                                           | 351    | —                                  |
| село Деньги                                                 | 1                   | 12          | 1           | 1           | —      | 131              | 62                    | —     | —                                          | 49                                                            | 242    | —                                  |
| село Богушкова Слобідка                                     | 2                   | 5           | 3           | 1           | —      | 118              | 72                    | —     | —                                          | 95                                                            | 285    | —                                  |
| слобідка Залізки                                            | —                   | 1           | —           | —           | —      | 26               | 4                     | —     | —                                          | 3                                                             | 33     | —                                  |
| село Панське                                                | —                   | 3           | 1           | 1           | —      | 62               | 3                     | —     | 16                                         | 16                                                            | 97     | —                                  |
| село Чехівка                                                | —                   | —           | 1           | 1           | —      | 31               | 31                    | —     | —                                          | 44                                                            | 106    | —                                  |
| 1. м. хутір возного Захарченка                              | —                   | —           | —           | —           | —      | —                | —                     | —     | —                                          | 5                                                             | 5      | —                                  |
| 2. хутір сотника Дарагана                                   | —                   | —           | —           | —           | —      | —                | —                     | —     | —                                          | 1                                                             | 1      | —                                  |
| 3. хутір сотника Жеребецького                               | —                   | —           | —           | —           | —      | —                | —                     | —     | —                                          | 4                                                             | 4      | —                                  |
| 4. хутір осавула пол. Тимковського                          | —                   | —           | —           | —           | —      | —                | —                     | —     | —                                          | 10                                                            | 10     | —                                  |
| 5. хутір судді і сотника Дараганів                          | —                   | —           | —           | —           | —      | —                | —                     | —     | —                                          | 11                                                            | 11     | —                                  |
| 6. хутір козаків Шкурок                                     | —                   | —           | —           | —           | —      | 6                | —                     | —     | —                                          | —                                                             | 6      | —                                  |
| 7. хутір значкового т. і козаків Гришків                    | —                   | —           | —           | —           | —      | 3                | —                     | —     | —                                          | 1                                                             | 4      | —                                  |
| 8. хутір судді полкового 9. хутір і сотника Дараганів       | —                   | —           | —           | —           | —      | —                | —                     | —     | —                                          | 3                                                             | 3      | —                                  |
| 10. хутір колезького асесора Гриневича                      | —                   | —           | —           | —           | —      | —                | —                     | —     | —                                          | 3                                                             | 3      | —                                  |
| 11. хутір судді Ливицького                                  | —                   | —           | —           | —           | —      | —                | —                     | —     | —                                          | 10                                                            | 10     | —                                  |
| 12. хутір козаків Калачників                                | —                   | —           | —           | —           | —      | 2                | —                     | —     | —                                          | —                                                             | 2      | —                                  |
| 13. хутір надвірного радника Іскри                          | —                   | —           | —           | —           | —      | —                | —                     | —     | —                                          | 9                                                             | 9      | —                                  |
| 14. хутір сина протопіпського 15. хутір Петрашевича         | —                   | —           | —           | —           | —      | 2                | —                     | —     | —                                          | 13                                                            | 15     | —                                  |
| 16. хутір козака Стояна                                     | —                   | —           | —           | —           | —      | 1                | —                     | —     | —                                          | —                                                             | 1      | —                                  |
| 17. хутір значкового т. Петраша                             | —                   | 1           | —           | —           | —      | —                | —                     | —     | —                                          | —                                                             | —      | —                                  |
| 18. хутір священницького сина Петрашенка                    | —                   | —           | —           | —           | —      | —                | —                     | —     | —                                          | 2                                                             | 2      | —                                  |
| 19. хутір козаків Шепелів і Яценка                          | —                   | —           | —           | —           | —      | 5                | —                     | —     | —                                          | —                                                             | 5      | —                                  |
| 20. м.хутір козаків Яценків                                 | —                   | —           | —           | —           | —      | 3                | —                     | —     | —                                          | —                                                             | 5      | —                                  |
| 21. хутір таємного радника Неплюєва                         | —                   | —           | —           | —           | —      | —                | —                     | —     | —                                          | 2                                                             | 2      | —                                  |
| 22. хутір військового канцеляриста Ходаківського            | —                   | —           | —           | —           | —      | —                | —                     | —     | —                                          | 11                                                            | 11     | —                                  |
| 23. хутір сотника Лукашевича                                | —                   | —           | —           | —           | —      | —                | —                     | —     | —                                          | 11                                                            | 11     | —                                  |
| 24. хутір судді пол. Дарагана                               | —                   | —           | —           | —           | —      | —                | —                     | —     | —                                          | 2                                                             | 2      | —                                  |
| 25. хутір козака Дузенка                                    | —                   | —           | —           | —           | —      | —                | —                     | —     | —                                          | 2                                                             | 2      | —                                  |
| 26. хутір козака Положая                                    | —                   | —           | —           | —           | —      | 2                | —                     | —     | —                                          | 1                                                             | 3      | —                                  |
| 27. хутір сотника Лукашевича                                | —                   | —           | —           | —           | —      | —                | —                     | —     | —                                          | 4                                                             | 4      | —                                  |
| 28. хутір судді п. Дарагана                                 | —                   | —           | —           | —           | —      | —                | —                     | —     | —                                          | 3                                                             | 3      | —                                  |
| 29. хутір значкового товариша сина Петрашевича              | —                   | —           | —           | —           | —      | —                | —                     | —     | —                                          | 1                                                             | 1      | —                                  |
| 30. хутір козака Филя                                       | —                   | —           | —           | —           | —      | 2                | —                     | —     | —                                          | —                                                             | 2      | —                                  |
| 31. хутір осавула п. Ливицького                             | —                   | —           | —           | —           | —      | —                | —                     | —     | —                                          | 5                                                             | 5      | —                                  |
| 32. хутір козака Калачника                                  | —                   | —           | —           | —           | —      | —                | —                     | —     | —                                          | 1                                                             | 1      | —                                  |
| 33. хутір сотника Дарагана                                  | —                   | —           | —           | —           | —      | —                | —                     | —     | —                                          | 2                                                             | 2      | —                                  |
| 34. хутір возного Захарченка                                | —                   | —           | —           | —           | —      | —                | —                     | —     | —                                          | 1                                                             | 1      | —                                  |
| 35. хутір писаря Сависка                                    | —                   | —           | —           | —           | —      | —                | —                     | —     | —                                          | 1                                                             | 1      | —                                  |
| 36. хутір Значкового товариша Гайворонського і козака Каплі | —                   | —           | —           | —           | —      | 1                | —                     | —     | —                                          | 4                                                             | 5      | —                                  |
| Разом у частині сотні Кропивнянської                        | 8                   | 68          | 16          | 12          | —      | 881              | 317                   | —     | 17                                         | 1132                                                          | 2347   | 4542                               |
| У Хорольському повіті:                                      |                     |             |             |             |        |                  |                       |       |                                            |                                                               |        |                                    |
| село Хрестителеве                                           | —                   | —           | 1           | 2           | —      | —                | —                     | —     | —                                          | 190                                                           | 190    | —                                  |
| хутір таємного радника Неплюєва                             | —                   | —           | —           | —           | —      | —                | —                     | —     | —                                          | 5                                                             | 5      | —                                  |
| Разом у частині сотні Кропивнянської                        | —                   | —           | 1           | 2           | —      | —                | —                     | —     | —                                          | 195                                                           | 195    | —                                  |
| У Городиському повіті:                                      |                     |             |             |             |        |                  |                       |       |                                            |                                                               |        |                                    |
| слобода Дубинка                                             | —                   | 1           | —           | —           | —      | 8                | —                     | —     | —                                          | 7                                                             | 15     | —                                  |
| Всього у сотні Кропивнянській                               | 8                   | 69          | 17          | 14          | —      | 889              | 317                   | —     | 17                                         | 1334                                                          | 2557   | >4542                              |